# HAPPY POINT
HAPPY POINT（ハッピーポイント）は、日本の女性歌手、篠原ともえの10枚目のシングル。

## 解説
- 篠原ともえ初のマキシシングル。
- 収録曲3曲全てにタイアップがついた。

## 収録曲
1. HAPPY POINT
作詞：篠原ともえ　作曲：ジョー・リノイエ　編曲：ジョー・リノイエ、鈴川真樹
フジテレビ系『LOVE LOVEあいしてる』「篠原ともえのプリプリプリティ!」テーマソング（1999年〜2001年）。
2. Story Book
作詞・作曲：篠原ともえ　編曲：ジョー・リノイエ、鈴川真樹
フジテレビ系『ウチくる!?』エンディングテーマ、学生援護会『an』CMソング。
3. Women in Life（autumn'99 mix）
作詞・作曲：長谷川智樹　編曲：ジョー・リノイエ、鈴川真樹
サッポロビール『ミネア』CMソング。